# PINKY DOODLE POODLE
PINKY DOODLE POODLEは、日本・アメリカのロックバンド。2008年結成。

## メンバー
- GEOREGE - ギター＆コーラス＆作編曲担当
- YURIA - ボーカル＆ベース/ギター＆作詞担当

## 沿革
2008年活動開始。YouTubeなどでPDPの楽曲やライブを聴いた海外ファンから、ライブやインタビューのオファーを多数受ける。
2009年からイギリスやフランスなど7カ国、計4回のヨーロッパツアーを行い、ベルギーのレーベルにて2枚のミニアルバムを日欧で発売。
その後アメリカのRobby Takac氏(GOO GOO DOLLS)から声がかかり、ニューヨーク州バッファローにある同氏のレーベルGOOD CHARAMEL RECORDのスタジオ GCR audio にて、同氏と共同プロデュースのもと初のフルアルバムをレコーディングし、フルアルバム3枚とミニアルバム1枚を全世界発売。毎年のアメリカツアーやアメリカ最大級の日本フェス、ミャンマー最大のフェス等に出演。
2018年に活動拠点を東京からアメリカのジョージア州アセンズに移し、精力的にライブツアーを開始。2019年には、Flagpole Music Awardsを受賞し、アメリカ最大手のギター雑誌Premia Guitarにインタビューが掲載されるなど注目を集め始める中、2019年にVISAの更新のために一時帰国。
2020年、アメリカに戻り再び精力的なライブツアーを予定していたがコロナにより全てキャンセルとなる。しかしレコーディングを開始し、7月に新レーベルChicken Ranch Recordsより初のアコースティックEP、11月に初のアナログ盤を発売。また
、秋からライブを再開し、2021年春にはNEWアルバムのレコーディングと積極的なライブ活動を行う。

### YURIA
- PINKY DOODLE POODLE (@YuriaLifeMusic) - X（旧Twitter）
- PINKY DOODLE POODLE (@yuriasmusiclife) - Instagram
- PINKY DOODLE POODLE (yuriapink) - note

| スタブアイコン | サブスタブ | この項目は、まだ閲覧者の調べものの参照としては役立たない、音楽関係者（バンド等）に関連した書きかけの項目です。この項目を加筆・訂正などしてくださる協力者を求めています（P:音楽/PJ:芸能人）。 |